# Diocesi di Morogoro
La diocesi di Morogoro (in latino Dioecesis Morogoroensis) è una sede della Chiesa cattolica in Tanzania suffraganea dell'arcidiocesi di Dar-es-Salaam. Nel 2025 contava 680.435 battezzati su 1.747.982 abitanti. È retta dal vescovo Lazarus Vitalis Msimbe, S.D.S.

## Territorio
La diocesi comprende parte delle regioni di Morogoro e di Pwani in Tanzania.
Sede vescovile è la città di Morogoro, dove si trova la cattedrale di San Patrizio.
Il territorio è suddiviso in 55 parrocchie.

## Storia
Il vicariato apostolico di Zanguebar centrale fu eretto l'11 maggio 1906 con il decreto Ex officio della Congregazione di Propaganda Fide, ricavandone il territorio dal vicariato apostolico di Zanguebar settentrionale (oggi arcidiocesi di Nairobi).
Il 21 dicembre dello stesso anno cambiò nome in favore di vicariato apostolico di Bagamoyo.
Il 13 settembre 1910 e il 28 gennaio 1935 cedette porzioni del suo territorio a vantaggio dell'erezione rispettivamente del vicariato apostolico del Kilimanjaro (oggi diocesi di Moshi) e della prefettura apostolica di Dodoma (oggi arcidiocesi).
Il 25 marzo 1953 il vicariato apostolico è stato elevato a diocesi con il nome attuale, in virtù della bolla Quemadmodum ad Nos di papa Pio XII.
Il 7 marzo 2025 ha ceduto una porzione di territorio a vantaggio dell'erezione della diocesi di Bagamoyo.

## Cronotassi dei vescovi
Si omettono i periodi di sede vacante non superiori ai 2 anni o non storicamente accertati.
- François-Xavier Vogt, C.S.Sp. † (25 luglio 1906 - 19 maggio 1923 nominato vicario apostolico del Camerun)
- Bartholomew Stanley Wilson, C.S.Sp. † (4 gennaio 1924 - 23 maggio 1933 nominato vicario apostolico della Sierra Leone)
- Bernhard Gerhard Hilhorst, C.S.Sp. † (26 febbraio 1934 - 12 dicembre 1953 dimesso[2])
- Herman Jan van Elswijk, C.S.Sp. † (18 luglio 1954 - 15 dicembre 1966 dimesso[3])
- Adriani Mkoba † (15 dicembre 1966 - 6 novembre 1992 dimesso)
- Telesphore Mkude (5 aprile 1993 - 30 dicembre 2020 ritirato)
- Lazarus Vitalis Msimbe, S.D.S., dal 31 maggio 2021[4]

## Statistiche
La diocesi nel 2025 su una popolazione di 1.747.982 persone contava 680.435 battezzati, corrispondenti al 38,9% del totale.
| anno | popolazione | popolazione | popolazione | presbiteri | presbiteri | presbiteri | presbiteri                | diaconi | religiosi | religiosi | parrocchie |
| anno | battezzati  | totale      | %           | numero     | secolari   | regolari   | battezzati per presbitero | diaconi | uomini    | donne     | parrocchie |
| ---- | ----------- | ----------- | ----------- | ---------- | ---------- | ---------- | ------------------------- | ------- | --------- | --------- | ---------- |
| 1950 | 85.256      | 400.000     | 21,3        | 63         | 5          | 58         | 1.353                     |         | 2         | 32        |            |
| 1970 | 181.888     | 673.869     | 27,0        | 79         | 21         | 58         | 2.302                     |         | 72        | 187       |            |
| 1980 | 234.134     | 853.000     | 27,4        | 61         | 40         | 21         | 3.838                     |         | 25        | 232       | 40         |
| 1990 | 305.127     | 1.046.480   | 29,2        | 76         | 45         | 31         | 4.014                     |         | 39        | 481       | 54         |
| 1999 | 502.600     | 1.070.706   | 46,9        | 114        | 67         | 47         | 4.408                     |         | 190       | 462       | 51         |
| 2000 | 435.777     | 1.070.706   | 40,7        | 108        | 63         | 45         | 4.034                     |         | 215       | 363       | 53         |
| 2001 | 465.349     | 1.070.706   | 43,5        | 111        | 64         | 47         | 4.192                     |         | 243       | 440       | 54         |
| 2002 | 498.920     | 1.225.851   | 40,7        | 96         | 68         | 28         | 5.197                     |         | 155       | 487       | 53         |
| 2003 | 518.877     | 1.274.885   | 40,7        | 125        | 73         | 52         | 4.151                     |         | 234       | 550       | 53         |
| 2004 | 534.443     | 1.313.131   | 40,7        | 126        | 74         | 52         | 4.241                     |         | 150       | 523       | 53         |
| 2013 | 680.907     | 1.665.742   | 40,9        | 138        | 80         | 58         | 4.934                     |         | 303       | 736       | 57         |
| 2016 | 690.806     | 1.596.000   | 43,3        | 169        | 83         | 86         | 4.087                     |         | 403       | 645       | 59         |
| 2019 | 735.570     | 1.738.225   | 42,3        | 177        | 84         | 93         | 4.155                     |         | 444       | 691       | 63         |
| 2021 | 778.100     | 1.838.700   | 42,3        | 179        | 86         | 93         | 4.346                     |         | 444       | 691       | 63         |
| 2023 | 826.020     | 1.952.880   | 42,3        | 180        | 86         | 94         | 4.589                     |         | 502       | 721       | 76         |
| 2025 | 680.435     | 1.747.982   | 38,9        | 389        | 113        | 276        | 1.749                     |         | ?         | ?         | 55         |